# Neuvy-Deux-Clochers
Neuvy-Deux-Clochers is een gemeente in het Franse departement Cher (regio Centre-Val de Loire) en telt 282 inwoners (1999). De plaats maakt deel uit van het arrondissement Bourges.

## Geografie
De oppervlakte van Neuvy-Deux-Clochers bedraagt 16,9 km², de bevolkingsdichtheid is 16,7 inwoners per km².
De onderstaande kaart toont de ligging van Neuvy-Deux-Clochers met de belangrijkste infrastructuur en aangrenzende gemeenten.

## Demografie
Onderstaande figuur toont het verloop van het inwonertal (bron: INSEE-tellingen).